# Eduard Stăncioiu
Eduard Cornel Stăncioiu (* 3. März 1981 in Bukarest) ist ein ehemaliger rumänischer Fußballspieler auf der Torwartposition.

## Karriere

### Verein
Seine Karriere begann er bei dem Bukarester Verein Sportul Studențesc. Damals spielte der Verein in der Divizia B. Mit Sportul konnte er zwei Aufstiege in die höchste rumänische Klasse feiern. Lange Ergänzungsspieler, gehörte er seit 2004 in die Startformation des Klubs. Insgesamt war er dem Verein acht Jahre lang treu. In der Saison 2004/05 hielt er für 457 Minuten sein Tor sauber und kassierte kein Gegentor. Durch diese gute Leistungen war er einer der Garanten für den 4. Platz in der Liga.
2006 wechselte er ablösefrei zu CFR Cluj. In seiner ersten Saison galt er als gesetzt und absolvierte 25 Spiele. Doch im Folgejahr stand er im Wechselspiel mit dem Portugiesen Nuno Claro im Tor des CFR. Zur Spielzeit 2007/08 war er wieder die unumstrittene Nummer 1. Am Ende konnte der Saison konnte die Mannschaft die erste rumänische Meisterschaft feiern. In 34 Spielen kassierte Stăncioiu nur 22 Treffer. Neben diesem Erfolg wurde mit dem 2:1-Sieg im Pokalfinale gegen Unirea Urziceni das Double perfekt gemacht. In der Saison 2008/09 konnte zwar die Meisterschaft nicht verteidigt werden, wohl aber der Pokalsieg. Nachdem er zu Beginn der Saison 2009/10 seinen Stammplatz endgültig an Nuno Claro verloren hatte, erlebte Stăncioiu das neuerliche Double nur von der Ersatzbank aus.
Im Januar 2014 wurde Stăncioius Vertrag in Cluj aufgelöst. Er war fast vier Monate ohne Anstellung, ehe ihn Zweitligist ASA Târgu Mureș im April 2014 verpflichtete. Mit seinem neuen Klub gelang ihm der Aufstieg in die Liga 1. Er war zwei Jahre lang Stammkraft im Tor von ASA und errang mit seinem Klub die Vizemeisterschaft 2015, was die Teilnahme an der Qualifikation zur Europa League bedeutete. Im Sommer 2016 schloss er sich Steaua Bukarest (ab April 2017 FCSB Bukarest) an. Dort fungiert er als Stellvertreter von Florin Niță.

### Nationalmannschaft
Stăncioiu bestritt sein bisher einziges Länderspiel am 31. Mai 2008 gegen Montenegro. Aufgrund einer Verletzung von Dănuț Coman wurde er in den Kader der Rumänen für die Europameisterschaft 2008 in Österreich und der Schweiz berufen.

## Erfolge
CFR Cluj
- Rumänischer Meister: 2008, 2010, 2012
- Rumänischer Pokalsieger: 2008, 2009, 2010